# PC-451/452
USS PC-451 und USS PC-452 (später USS Castine (IX-211)) waren zwei experimentelle U-Jagd-Boot-Prototypen der United States Navy, die ab 1938 von  DeFoe Boat and Motor Works (Bay City, Michigan) im Rahmen des Experimental Small Craft Program entwickelt und 1939 bis 1941 gebaut wurden. Diese sogenannten X-Boats stellten die Grundlage für die erfolgreiche spätere PC-461-Klasse dar.

## PC-451
Mit dem Bau von PC-451 wurde bei DeFoe Ende September 1939 unter der Bezeichnung Hull No.166 begonnen. Am 23. Mai 1940 fand der Stapellauf des dieselelektrisch angetriebenen Bootes statt; im August 1940 wurde USS PC-451 dann von der Navy in Dienst gestellt. Während des Zweiten Weltkrieges folgten Einsätze an der US-Ostküste. Anfang Dezember 1945 wurde das Boot schließlich außer Dienst gestellt und im Januar 1947 an die Maritime Commission zur Entsorgung übergeben.

## PC-452
Mit dem Bau des zweiten Prototyps wurde im März 1940 als Hull No. 167 begonnen. Erst am 23. August 1941 fand der Stapellauf statt. Im Gegensatz zum dieselelektrischen Vorgängermodell wurde die PC-452 in der Philadelphia Navy Yard mit Dampfkesseln ausgerüstet und für Dampfturbinentests genutzt. Im Juli 1943 wurde das Boot schließlich als USS PC-452 doch noch in Dienst gestellt. Im März 1945 folgte eine Umrüstung zum unbewaffneten, antriebslosen Hilfsschiff USS Castine (IX-211), benannt nach der Kleinstadt Castine in Maine. Nach Kriegsende wurde PC-452 wie auch der Vorgänger durch die Maritime Commission entsorgt.